# Maasvlakte

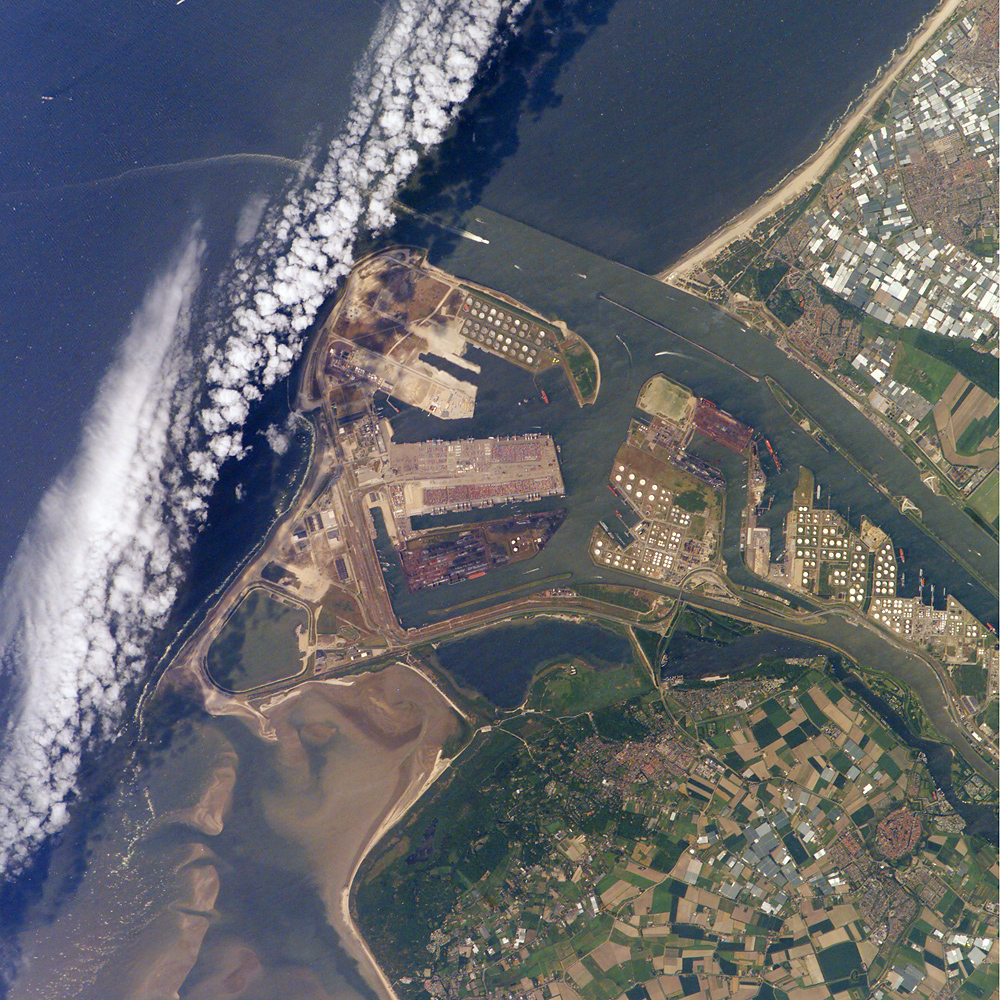
Maasvlakte (situatie 2005, voor het volledig uitgraven van de Yangtzehaven)

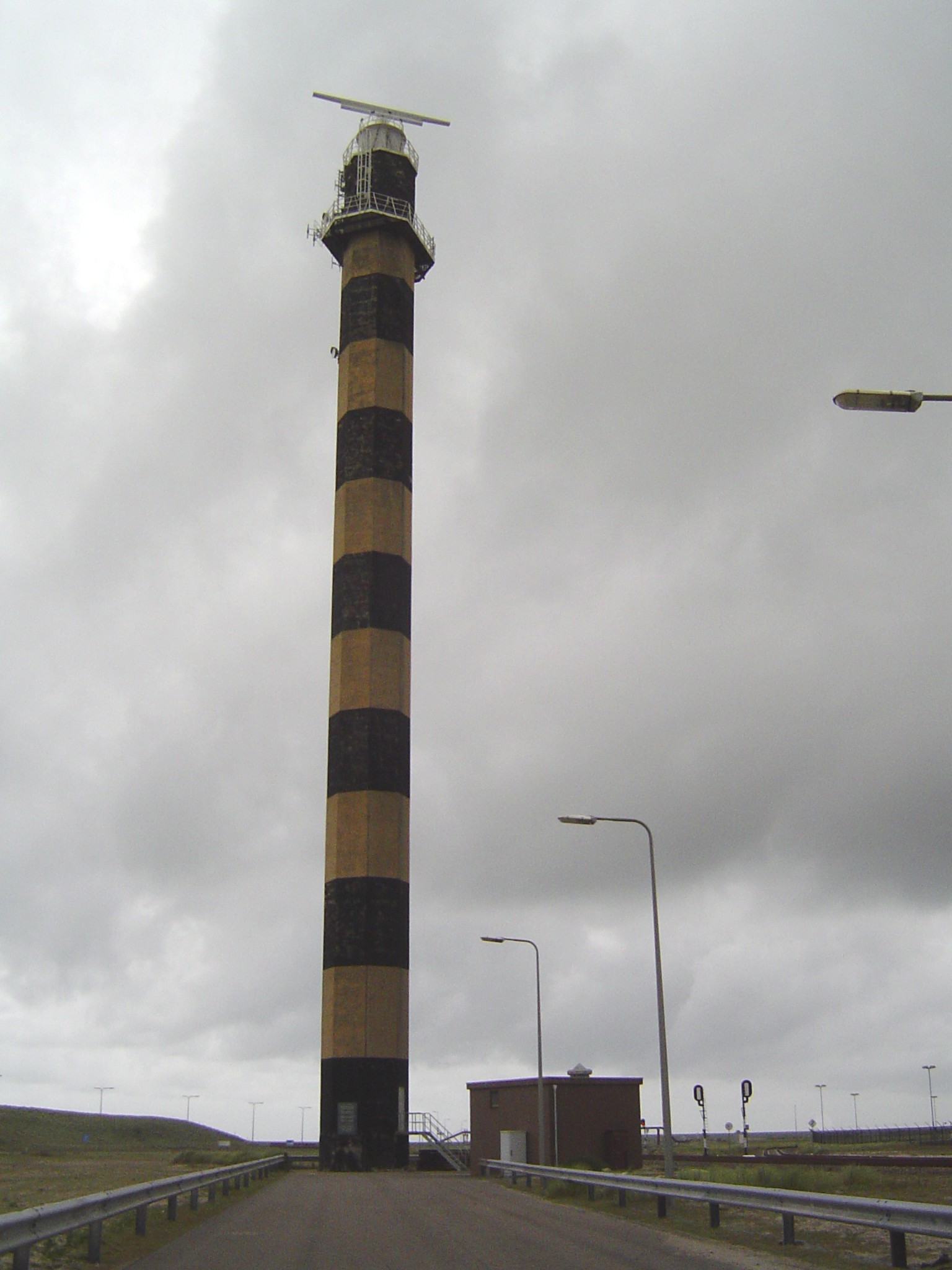
Vuurtoren Maasvlakte

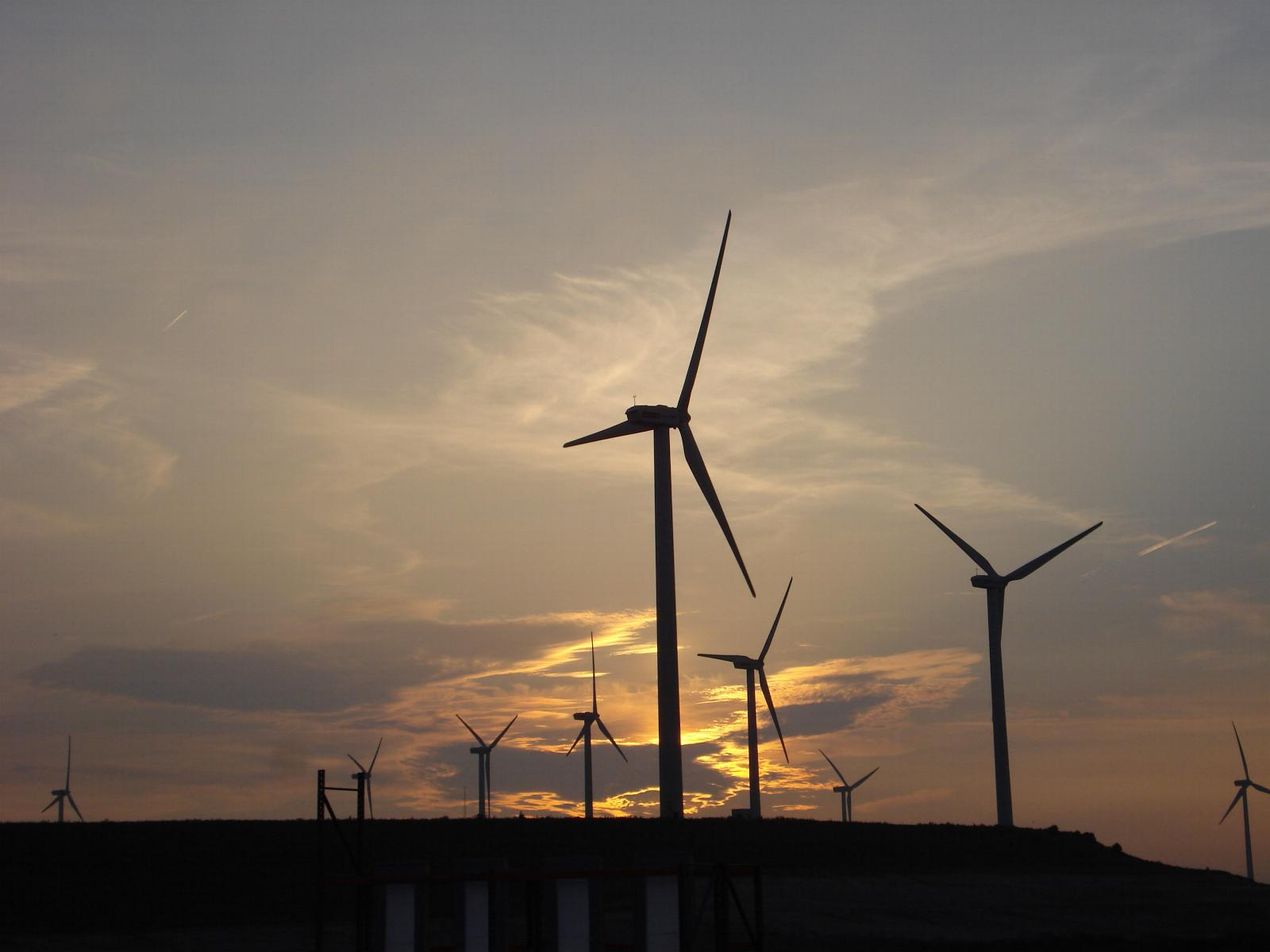
Windmolens op de Maasvlakte

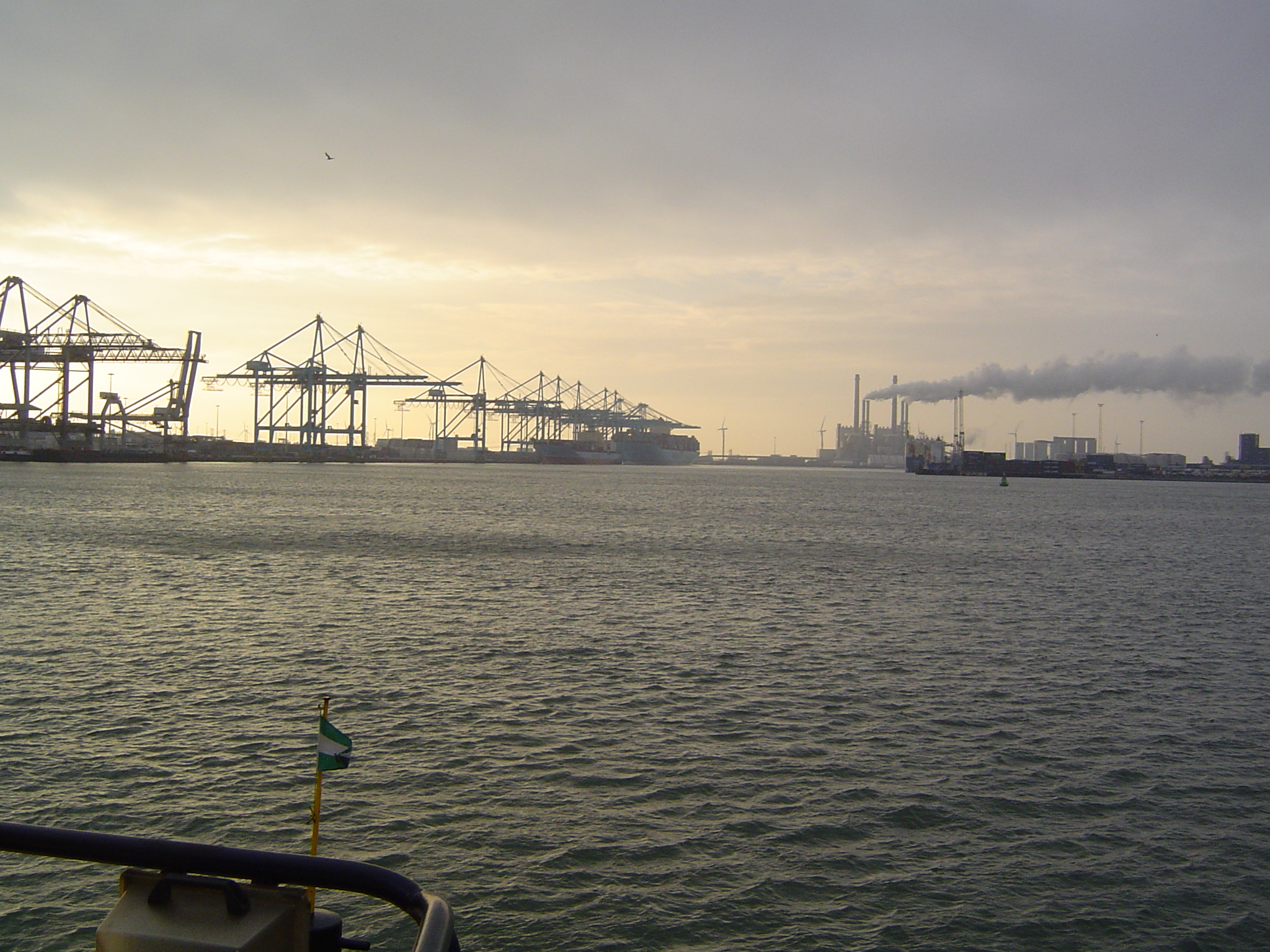
Europahaven

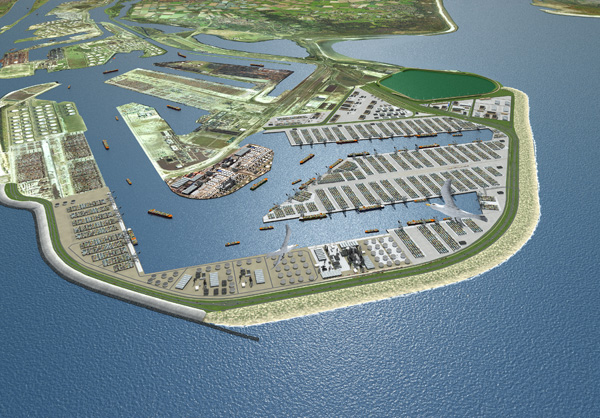
Op de voorgrond de Tweede Maasvlakte

De Maasvlakte, ook wel Eerste Maasvlakte genoemd ter onderscheid van de later aangelegde Tweede Maasvlakte, is een groot industriegebied dat is aangelegd in de Maasmonding. De vlakte ligt direct aan de Noordzee, ze maakt deel uit van de Rotterdamse haven en behoort tot de gemeente Rotterdam. De stad Rotterdam ligt echter 40 kilometer landinwaarts.
De Maasvlakte is in de jaren zestig aangelegd. In 1973 meerden de eerste schepen af. De Maasvlakte is gebouwd door het leggen van een ringdijk waarbinnen zand uit de Noordzee werd opgespoten. Dit vormt nu de bodem van de vlakte. In het zand zitten nog veel fossielen. Het gebied is daarom populair bij fossielenzoekers.
De belangrijkste bedrijven op de Maasvlakte zijn:
- Maasvlakte Olie Terminal
- De Delta Terminal van Europe Container Terminals
- APM Terminals, containerterminal van Maersk
- De kolen- en biomassagestookte energiecentrale van E.ON Benelux
- LyondellBasell dat styreen en propeenoxide produceert
- Het Europees Massagoed Overslagbedrijf alwaar overslag van erts en kolen plaatsvindt
- Loders Croklaan dat een palmolie-terminal exploiteert.

De Maasvlakte was voor de bouw van Maasvlakte 2 het begin van de Betuweroute en de N15. In de Basisregistratie Adressen en Gebouwen (BAG) is Maasvlakte een aparte woonplaats in de gemeente Rotterdam.

## Plannen
Begin jaren 1960 bezochten steeds meer schepen de Rotterdamse haven en werd tevens de afmeting van die schepen steeds groter waardoor de vaarwegen in Rotterdam (waaronder de Nieuwe Waterweg) bij verdere groei een te kleine capaciteit zouden hebben. Een oplossing zou zijn de Nieuwe Waterweg te verbreden en te verdiepen. Wanneer de scheepvaart zou toenemen door de aanleg van havens en industriegebieden ten westen van Rotterdam, was het echter mogelijk dat nautische onveiligheid zou optreden. Dit betekende dat schepen de havens niet meer veilig konden bereiken en dat het grote aanbod van schepen op de vaarwegen opstoppingen en dus langere vaartijden met zich mee zouden brengen. Er werd daarom gedacht aan het creëren van een vlakte in de Noordzee: de Maasvlakte.

### Besluit
In juli 1964 werd door de Nederlandse regering een besluit genomen omtrent de grenzen van de nieuwe vlakte. Er heerste onenigheid omtrent de begrenzing: door de tegenstrijdige belangen van de havenautoriteiten en milieubewegingen wat het Brielse Gat betreft dienden maatregelen genomen te worden om voor de twee duidelijkheid te verschaffen omtrent de zuidelijke begrenzing. Het advies dat in 1964 door de Vaste Commissie van de Rijksdienst voor het Nationaal Plan was uitgebracht, werd door de regering overgenomen. De grenslijn liep van het noordelijke deel van de Brielse Dam naar de Westplaat. Ten noorden van de lijn mochten havenactiviteiten worden gepland en ten zuiden ervan diende natuurontwikkeling plaats te vinden en waren havenactiviteiten uitgesloten. Ook bij een eventuele verdere uitbreiding van de Rotterdamse haven zou deze lijn duidelijkheid moeten verschaffen voor partijen met tegenstrijdige belangen, zoals het Gemeentelijk Havenbedrijf Rotterdam (GHR) en natuurbewegingen. Nadat de demarcatielijn in het leven geroepen was, hielden havenontwerpers meer rekening met natuur- en milieuwaarden. Zo zijn enkele studies uitgevoerd die dieper inzicht moesten geven in de ontwikkeling van de kust na de aanleg van de nieuwe havenmond. Ingenieurs van Rijkswaterstaat en de gemeente Rotterdam namen tevens de volgende maatregelen om natuurwaarden te vergroten:
- Aanleg van duinenrijen langs industrieterreinen op de Maasvlakte; de duinenrij op de zuidoever van het Hartelkanaal en de duinenrij ten noorden van de MOT zijn daar een voorbeeld van.
- Afsluiting van het Oostvoornse Meer en aanleg van een groot deel van de Zuiderdam in zand.

### Staal
In 1968 zijn de eerste overzichten gemaakt met een indeling van de Maasvlakte met daarin de havenbekkens en industrieterreinen. Hierbij speelde de visie van het Rijk een grote rol, namelijk dat op de Maasvlakte alleen grootscheepse activiteiten plaats mochten vinden, zoals op- en overslag van olie, droge bulk en gas, waarbij diepstekende schepen werden gebruikt voor transport. Door het eerder mislukken van de vestiging van de Nederlandse staalindustrie in de Europoort, is getracht deze industrie alsnog in de Rotterdamse haven onder te brengen. De Maasvlakte zou hiervoor een geschikte locatie zijn. Een van de bedrijven die op de vlakte gevestigd zou moeten worden, was Hoogovens. Door stijgende productie was IJmuiden te klein geworden om de expansie op te vangen. De Maasvlakte zou een zeer gunstige locatie zijn voor de vestiging van de Hoogovens, onder andere door de ligging aan diep water. De aanvoer van kolen- en ertstoevoer, benodigd voor deze industrie, zou met diepstekende schepen gebeuren. Daarnaast werd deze ligging in de nabijheid van de afzetmarkt als een aantrekkelijk punt gezien.
De onderliggende visie bij de indeling van de Maasvlakte was de volgende: Ertsoverslag zou in het zuiden van de Maasvlakte gelegen moeten zijn vanwege de overslagmogelijkheden en het transport van en naar het achterland. Een staalbedrijf zou in de buurt van deze ertsopslag moeten worden gesitueerd. Omdat de staalindustrie in hoge mate afhankelijk was van erts, was het logisch de staalindustrie ten noorden van de droge bulk-sector te situeren. De oliesector was in het noorden van de Maasvlakte gepland, daar deze sector gebruik maakte van zeer diepstekende schepen. Omdat de aanleg- en onderhoudskosten van zeer diepe kanalen en bekkens hoog zouden zijn, moesten de kanalen zo kort mogelijk zijn. Om het zandtekort op de Maasvlakte tegen te gaan zou in het noorden een groot bassin gepland worden voor het winnen van veel zand waarmee andere stukken land opgespoten zouden kunnen worden. Het bassin zou gebruikt worden voor het creëren van afmeerplaatsen voor de zeer diepstekende schepen. Het vestigen van staalindustrie op de Maasvlakte ondervond echter problemen. Zo was het vinden van het grote aantal benodigde werknemers in het Rijnmondgebied een significant probleem. Ook waren er de nodige aspecten omtrent milieu en veiligheid die op groot verzet stuitten bij omwonenden. Ten derde speelde de ontoereikende infrastructuur voor de transporten een rol. Daarom is de komst van deze industrie uiteindelijk niet doorgegaan.
Door het uitdiepen van nieuw aan te leggen bekkens op de Maasvlakte, het Calandkanaal en de Nieuwe Waterweg zou het tekort in de zandbalans van de Rotterdamse haven veranderen in een overschot. Dit had tot gevolg dat het creëren van een grote zwaaikom niet meer een vereiste was om voldoende zand te verkrijgen.

## Aanleg havendammen
De aanleg van de Maasvlakte heeft volgens onderstaande volgorde plaatsgevonden:
- afsluiting Brielse gat
- baggeren geul −20 NAP, opspuiten vlakte
- basislagen Zuiderdam, uitbouw Noorderdam, zuidelijke zanddam op lengte, begin Splitsingsdam
- noordelijke en zuidelijke stenen dam tot gewenste lengte
- baggeren geul tot −22 NAP, Splitsingsdam op lengte, deel Zuiderdam af
- stenen Zuiderdam af, tijdelijke toegang schepen afsluiten.

In 1965 heeft Rijkswaterstaat aan drie aannemingsmaatschappijen, Boskalis NV, Van Hattum en Blankevoort NV en Adriaan Volker NV, opdracht gegeven de werken ter verbetering van de toegang tot de Europoorthavens in uitvoering te nemen. In het plan was opgenomen vanaf de kust in noordelijke richting een zanddam uit te bouwen. Om deze in zee te spuiten dam voldoende te vorderen diende wekelijks een hoeveelheid van 200.000 m³ zand gewonnen te worden. Als zandwinplaats was het Brielse Gat beschikbaar, een meer dat enige jaren eerder was gecreëerd door het zeewaartse gebied voor de afgedamde Brielse Maas te sluiten. Tegenwoordig staat dit meer bekend als het Oostvoornse meer. Gerekend tot een diepte van NAP −40 m was hier ongeveer 50 miljoen m³ fijn en grof zand ter beschikking voor het opspuiten van de Maasvlakte.
Voor het maken van het stenen gedeelte van de Zuiderdam en de gehele Noorderdam werden twee mogelijkheden onderzocht.
1. Het gebruikmaken van in IJmuiden gehanteerde kraaneilanden.
2. het inzetten van nieuw te ontwerpen drijvend en zelflossend materieel.
Nog afgezien van de hinder voor de scheepvaart bleek de werkbaarheid van de bij punt 1 genoemde kranen zeer gering, wegens de problemen van het aanleggen van transportmiddelen bij kranen op zee, terwijl het verstellen van de kraaneilanden alleen bij goed weer kan geschieden. Besloten werd dan ook tot het werken met drijvend en zelflossend materieel.
Voor het realiseren van de uit steen te storten onderbouw viel de keuze op een zelfvarend stortschip, terwijl voor de bovenbouw waarbij betonblokken van ongeveer 43.000 kg diende te worden aangebracht eveneens is uitgegaan van dit ontwerp. Voor het maken van de dam ter afsluiting van het Veerse Gat (1961) was destijds een stortschip ontwikkeld, waarmee gunstige ervaringen waren opgedaan. Dit principe bleek ook voor de stenen dammen bijzonder geschikt. Een nieuw ontwerp werd gedurende een jaar beproefd in het Nederlands Scheepsbouwkundig Proefstation te Wageningen. Zowel van de steenstorter als van het blokkenschip werden twee exemplaren besteld.

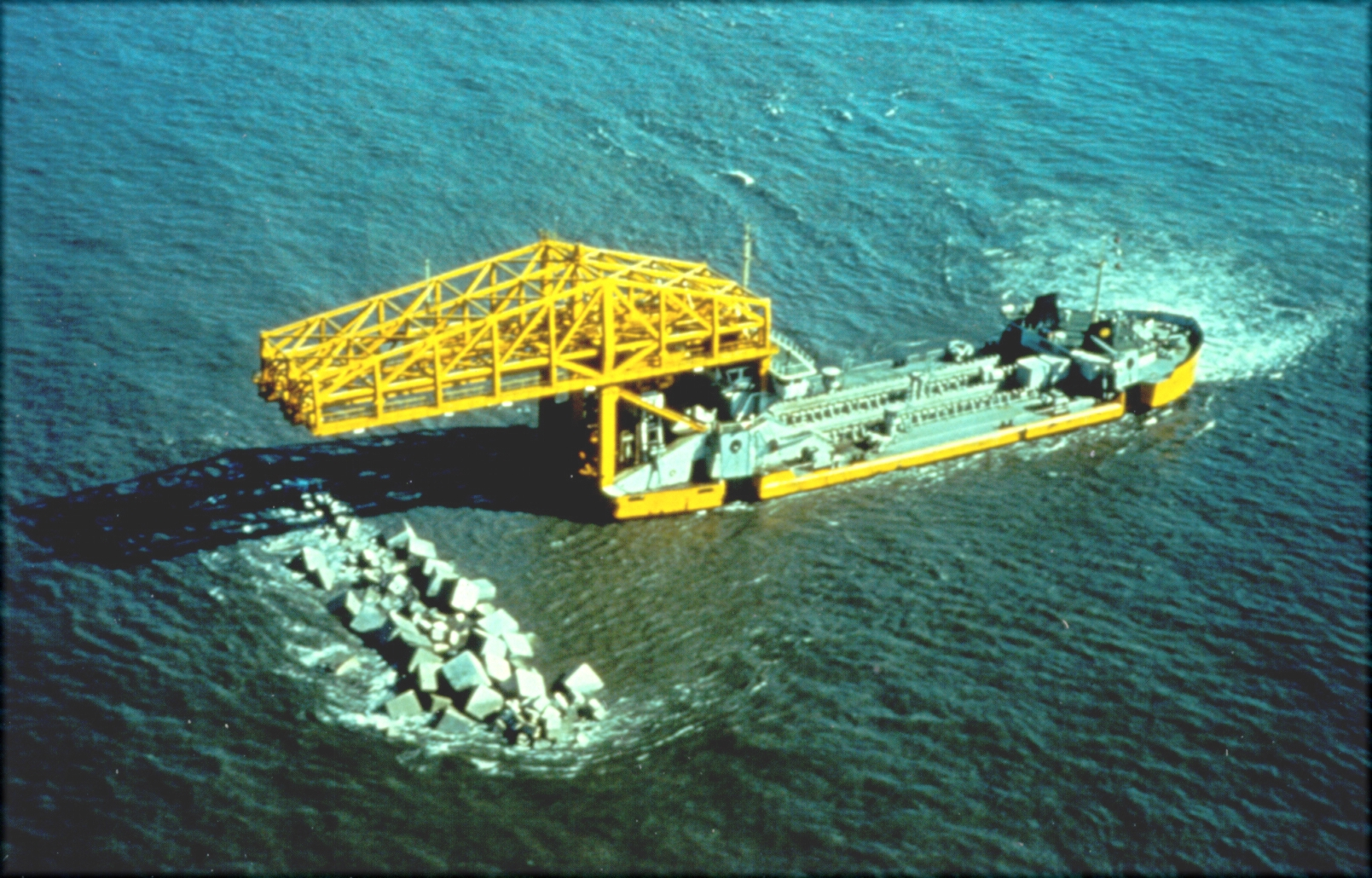
Blokkenplaatsvaartuig Libra

De steenstorters moesten dwars op de stroom kunnen lossen. Daarom werden zowel in het voor en achterschip schroeven aangebracht. De beide stortschepen voldeden ruimschoots aan de verwachtingen. Voor de blokkendam was aanvankelijk uitgegaan van de gedachte dat ook de blokken vanaf het schip in de dam konden worden geworpen. Bij proeven bleek dat de blokken dit geweld niet konden doorstaan. Besloten werd te gaan werken met de afvier-methode. Daartoe dient het blokkenschip in open zee middels radionavigatie in de directe nabijheid van de dam voor anker te worden gelegd. Vervolgens wordt met een kraanconstructie met een uitsteek van 25 m een betonblok middels een tang opgenomen, voortbewogen en gelost.
Voor de bouw van de dam zijn de volgende aantallen materialen gebruikt:
- 7.000.000 ton vulgrind.
- 1.200.000 ton grof grind
- 1.000.000 ton basalt
- 3.000.000 ton waterbouwsteen van 300–1000 kg.
- 1.500.000 ton waterbouwsteen van 1000–6000 kg.
- 2.365.000 ton betonblokken (55.000 stuks van 43 ton).

Voor het verwerken van deze materialen is een werkgebied van 90 ha gebruikt in het Europoortgebied. Dit terrein grensde zowel aan het Beerkanaal, als aan de Dintelhaven, zodat aan- en afvoer van materiaal zowel met zeeschepen als met binnenvaartschepen plaats kon vinden. Het aanvoeren van 7 miljoen ton vulgrind over de binnenvaartwegen en de Nieuwe Waterweg leverde bezwaren op, wegens de vergroting van het toch al zo drukke scheepvaartverkeer. De aanvoer per binnenvaartschip zou bovendien een overslaginrichting vereisen om het grind in zeewaardige onderlossers te laden. Een oplossing waarbij deze bezwaren konden worden ondervangen werd gevonden door dit grind te onttrekken aan grindbanken voor de Engelse kust. Het werd met sleepzuigers gewonnen, getransporteerd en direct gelost in het tracé van de dammen.
De te verwerken hoeveelheid van 1.200.000 ton grof grind kwam uit Limburg en de 1.000.000 ton basalt uit Duitsland. Het grootste gedeelte van de breuksteen werd per spoor uit België aangevoerd, de overige kwamen per zeeschip uit Noorwegen.
Voor het maken van de betonblokken is bij de Dintelhaven een betoncentrale gebouwd, met een capaciteit van 180 m³/uur. Deze betoncentrale (MEBIN) draait vandaag de dag nog steeds. De aanvoer van steenslag, cement en zand geschiedde via het Hartelkanaal. Er werd gewerkt met zware toeslagmaterialen om de soortelijke massa van de blokken zo groot mogelijk te maken. Voor de productie van de betonblokken is gebruikgemaakt van 170 stalen bekistingen om zo een weekproductie van 250 blokken te halen.
Het ontwerp van de nieuwe havenmond voorzag in een toegang met bodem op NAP −19,00 meter, waardoor circa 20 miljoen m³ grond moest worden verwijderd. Nog tijdens de voorbereiding werd deze bodemdiepte gewijzigd in NAP −22,00 m, waardoor de hoeveelheid te verrichten baggerwerk toenam tot 70 miljoen m³. Dit werk kon alleen op efficiënte wijze uitgevoerd worden met sleephopperzuigers. In de vaarroute bevonden zich nog enkele scheepswrakken, sommige daarvan werden tot een diepte van NAP −22,00 m weggezogen met een bodemzuiger, een aantal andere wrakken werd geborgen door een bergingsbedrijf.

### Indeling
Begin 1969 kon voor het nieuw ontstane industrieterrein op de Maasvlakte een eerste indeling worden gemaakt. In het noordoosten van dit gebied is in 1972 de Maasvlakte Olie Terminal (MOT) aangelegd. Hiervoor werd in 1971 de Papegaaienbek aangelegd. Dit stukje land moest de stroom geleiden die bij vloedstroom de Maasvlakte binnenkwam. Hierdoor lagen de afgemeerde schepen bij de MOT-terminal in de luwte van deze stroom hetgeen de veiligheid ten goede kwam. In 1971 was door het Rijk opgelegd dat te allen tijde een ontsluiting voor een eventuele uitbreiding van de Maasvlakte moest worden veiliggesteld. Deze uitbreiding zou ten westen van de Maasvlakte worden aangelegd, waarbij scheepvaart via een verlengde Mississippihaven zou worden ontsloten. Dit betekende dat de Mississippihaven moest worden verlegd omdat de eventuele ontsluiting via het doortrekken van een kanaal in het meest zuidelijke deel van de Maasvlakte moest geschieden. Om die reden werd dit havenbekken aangelegd als doorgaand kanaal met taluds en bodembescherming. Het gevolg was dat het oude bekken gedempt moest worden. Ten zuiden van de MOT was in 1972 de Europahaven gegraven welke tevens diende als koelwatervoorziening voor de centrale Maasvlakte van het Elektriciteitsbedrijf Zuid-Holland (EZH) (na gebruik wordt het koelwater in de Noordzee geloosd). In 1973 is aan de Mississippihaven een kolen- en ertsterminal door het Europees Massagoed Overslagbedrijf (EMO) gebouwd en in gebruik genomen. Het Hartelkanaal was reeds volledig operationeel waardoor de overslag naar het achterland in bedrijf was.
Over de aanleg van de Maasvlakte is een documentaire van 28 minuten gemaakt: Mond voor mammoets (1970), geregisseerd door Joop Burcksen en Ruud Herblot, en geproduceerd door Mundofilm. De nadruk in deze film ligt op de aanleg van de havendammen en de toegangsgeul 

## Inrichting (1974-1997)
Deze periode werd gekenmerkt door de tweede oliecrisis en de daaropvolgende veranderende inzichten wat uitbreiding van de Rotterdamse haven betreft. Na 1979 richtte het beleid zich meer op risicospreiding en kwam de nadruk op de efficiency van de bestaande haven te liggen. Men had weinig geld over om de haven verder in de breedte te ontwikkelen en wilde inkomsten veiligstellen alvorens te investeren.
Om de toegankelijkheid van de haven te allen tijde te kunnen garanderen diende veel onderhoud aan de toegangsgeul en havenbekkens gepleegd te worden in de vorm van onderhoudsbaggerwerkzaamheden. Hierbij werd zeer veel vervuild slib weggehaald. Door de groeiende kennis op het gebied van verontreinigde baggerspecie werd de baggerspecieproblematiek een belangrijk aspect. Als oplossing voor deze problematiek werd door de gemeente Rotterdam en Rijkswaterstaat in de jaren 1986/87 een grote opslagplaats voor verontreinigde baggerspecie aangelegd op het zuidwestelijke deel van de Maasvlakte, de Slufter.

### Containers
Begin jaren 1980 kwam de containersector sterk op. Door de grote stijging van de op- en overslag van containers werd het noodzakelijk voor de bedrijven in deze sector uitbreidingsmogelijkheden te zoeken. De opspuiting van de Maasvlakte was reeds voor het grootste deel voltooid. Meerdere percelen waren in gebruik genomen door de MOT, de EMO en de EZH. Het middenterrein van de Maasvlakte moest echter nog een invulling krijgen. Door de groei van de containersector waren de ruimten in de Europoort en de Botlek te klein geworden om aan de vraag naar op- en overslag van containers te kunnen voldoen. Hierdoor zochten de containerterminals naar uitbreiding op de Maasvlakte. Vanaf begin jaren zeventig heeft het Rijk de komst van deze bedrijvigheid tegengehouden omdat de Maasvlakte bedoeld was voor grootscheepse activiteiten met diepstekende schepen. De uitbreidingen in de containersector waren toentertijd gepland in de Oranjehaven (gelegen aan de noordzijde van de Nieuwe Waterweg tussen Maassluis en Hoek van Holland), waar in deze periode een ommezwaai kwam te liggen. Door de steeds grotere afmetingen van containerschepen zouden de kanalen en bekkens in de Europoort en Botlek echter te ondiep worden. Deze gegevens maakten het voor de containerbedrijven mogelijk om zich op de Maasvlakte te gaan vestigen.
Vanaf 1983 heeft Europe Combined Terminals (ECT) de eerste containerterminal op het middenterrein van de Maasvlakte ontwikkeld: de Delta Terminal (operationeel sinds 1986). In 1998 is door het GHR voor deze terminal een havenbekken gecreëerd, de Amazonehaven. De Deense rederij Maersk bouwde eind jaren 1990 langs de Europahaven ook een containerterminal. In 1996 werd het gebied ten noorden van de Slufter ontwikkeld. Hier werd het zogenoemde Distripark Maasvlakte aangelegd, alwaar ondernemingen hun distributie van goederen centraal kunnen regelen in de nabijheid van geavanceerde infrastructuur. Daarnaast is in 1997 de Beerdam doorgestoken om een toegang voor de binnenvaart te creëren.

## Uitbreiding
Wegens aanhoudende groei van met name de op- en overslag van containers in de Rotterdamse haven is vanaf eind 20ste eeuw onderzoek gestart naar verdere uitbreidingsmogelijkheden van de haven. Bestaande terreinen bleken niet meer te kunnen voorzien in de vraag naar ruimte voor grootschalige havenactiviteiten. Daarom is begin 21ste eeuw besloten de Maasvlakte in westelijke richting met 2.000 ha te vergroten. De naam voor het uitbreidingsproject alsook het nieuwe industrieterrein werd Maasvlakte 2.